# 猪场苗族彝族乡
猪场苗族彝族乡是中华人民共和国贵州省毕节市纳雍县下辖的一个民族乡。

## 行政区划
猪场苗族彝族乡下辖以下村级行政区划单位：
猪场村、大冲村、大多拱村、硐口村、夹沟村、乐咪营村、山脚村、蛇场村、水箐村、湾子村、新春村、增力村和锞保鸠村。